# Alexij (Frolov)
Alexij (světským jménem: Anatolij Stěpanovič Frolov; 27. března 1947, Moskva – 3. prosince 2013, tamtéž) byl ruský duchovní Ruské pravoslavné církve a arcibiskup kostromský a galičský.

## Život
Narodil se 27. března 1947 v Moskvě.
Po střední škole pracoval jako technik. Roku 1972 nastoupil do Moskevského duchovního semináře a o dva roky později na Moskevskou duchovní akademii. Dne 19. října 1975 jej arcibiskup dmitrovský Volodymyr (Sabodan) rukopoložil na diákona. Stejného roku začal působit v Církevně-archeologickém úřadu akademie. Dne 25. března 1979 přijal mnišský postřih se jménem Alexij na počest svatého Alexije z Edessy. Následující rok začal přednášet v semináři.
Dne 27. září 1989 byl arcibiskupem zarajským Alexijem (Kutěpovem) rukopoložen na jeromonacha s povýšením na archimandritu a jmenováním do služby v chrámu svatého Serafima Sarovského v Sofrinu. V březnu 1991 se stal představeným Novospasského monastýru v Moskvě.
Dne 16. července 1995 byl Svatým synodem zvolen biskupem orechovo-zujevským, vikářem moskevské eparchie a předsedou Synodní komise pro záležitosti monastýrů. Biskupská chirotonie proběhla 19. srpna. Hlavním světitelem byl patriarcha moskevský a celé Rusi Alexij II. Od 27. prosince působil jako předseda Synodní bohoslužebné komise a od 11. října 1996 jako předseda finanční a hospodářské správy Moskevského patriarchátu.
Dne 29. února 2004 byl povýšen na arcibiskupa.
Dne 5. března 2010 byl ustanoven arcibiskupem kostromským a galičským. Zemřel 3. prosince 2013 po nemoci. Pohřben byl v Novospasském monastýru.